# Unione dei comuni Terre Sicane
(Unione dei comune Terre Sicane, Statuto - Titolo 1 - Principi fondamentali)
L'unione dei comuni Terre Sicane è un'unione di comuni della Sicilia, nella provincia regionale di Agrigento, formata dai comuni di Caltabellotta, Menfi, Montevago, Sambuca di Sicilia e Santa Margherita di Belice.

## Storia
Fu scelta come sede legale e amministrativa il comune di Menfi, mentre come sede di rappresentanza politico-istituzionale il comune di Santa Margherita di Belice.
Il 23 dicembre 2014 entra a far parte dell'unione il quinto comune, Caltabellotta.

## Descrizione
L'unione dei comuni Terre Sicani persegue i seguenti obiettivi:
- promuove e concorre allo sviluppo socio-economico del territorio comune favorendo la partecipazione dell'iniziativa economica dei soggetti pubblici e privati alla realizzazione di programmi e strutture di interesse generale compatibili con le risorse umane ed ambientali; a tal fine essa promuove l'equilibrato assetto del territorio nel rispetto e nella salvaguardia dell'ambiente e della salute dei cittadini; valorizza inoltre il patrimonio storico e artistico dei comuni e le tradizioni culturali delle loro comunità;
- migliora e ottimizza la qualità di tutti i servizi erogati nei singoli comuni ed ottimizzare le risorse economico finanziarie umane e strumentali, esercitandoli in forma unificata;
- armonizza l'esercizio delle funzioni e dei servizi rispetto a quelli prima gestiti dai singoli comuni, assicurandone l'efficienza e la maggiore economicità a vantaggio della collettività;
- amplia il numero delle funzioni e dei servizi rispetto a quelli prima gestiti dai singoli comuni, assicurandone l'efficienza e la maggiore economicità a vantaggio della collettività.
- definisce un assetto organizzativo volto al potenziamento di funzioni e servizi in termini di efficienza, efficacia ed economicità;
- favorisce la qualità della vita della propria popolazione, per meglio rispondere alle esigenze occorrenti al completo sviluppo della persona;
- si rapporta con gli Enti sovracomunali per una maggiore rappresentatività degli interessi del territorio.

Tra le competenze amministrative concernenti, sono state affidate all'unione dei comuni la gestione unitaria delle funzioni e dei servizi seguenti:
- la promozione dei servizi turistici, sportivi e culturali di livello sovracomunale;
- la programmazione per lo sviluppo economico del territorio;
- la lotta al randagismo;
- il servizio stipendi e paghe;
- la vigilanza e salvaguardia del territorio attraverso la polizia municipale;
- il servizio del mattatoio;
- il servizio di protezione civile;
- il servizio dell'ufficio catasti.

Nel corso degli anni alcuni di questi servizi sono stati sospesi da uno o più comuni che fanno parte dell'unione.

## Amministrazione
Il presidente dell'Unione dei comuni Terre Sicane è il sindaco di Santa Margherita di Belice, Francesco Valenti.